# ابوالربیع سلیمان
ابوالربیع سلیمان (انگلیسی: Abu al-Rabi Sulayman؛ مارس ۱۲۸۹ – ۲۳ نوامبر ۱۳۱۰) سلطان مرینیان مراکش از سال ۱۳۰۸ تا ۱۳۱۰ میلادی بود.